# Days in the Wake
Days in the Wake è un album pubblicato nel 1994 per la Drag City dal cantautore folk statunitense Will Oldham con lo pseudonimo di Palace Brothers. Succede a There Is No-One What Will Take Care of You del 1993 suo album d'esordio.
È considerato tra i migliori lavori dell'artista dove esprime amaramente la sua filosofia nei confronti della vita, da questo punto in poi i suoi testi saranno sempre più criptici.
L'album è suonato interamente dal Oldham con la sua chitarra acustica, solo nel brano Come a Little Dog viene accompagnato da Ned Oldham al basso.
Una prima tiratura dell'album è stata stampata con il titolo di Palace Brothers.

## Tracce
1. You Will Miss Me When I Burn – 3:18
2. Pushkin – 2:52
3. Come a Little Dog – 2:18
4. I Send My Love to You – 2:16
5. Meaulnes – 2:27
6. No More Workhorse Blues – 3:29
7. All Is Grace – 1:34
8. Whither Thou Goest – 2:02
9. (Thou Without) Partner – 4:03
10. I Am a Cinematographer – 2:36